# Тихомель

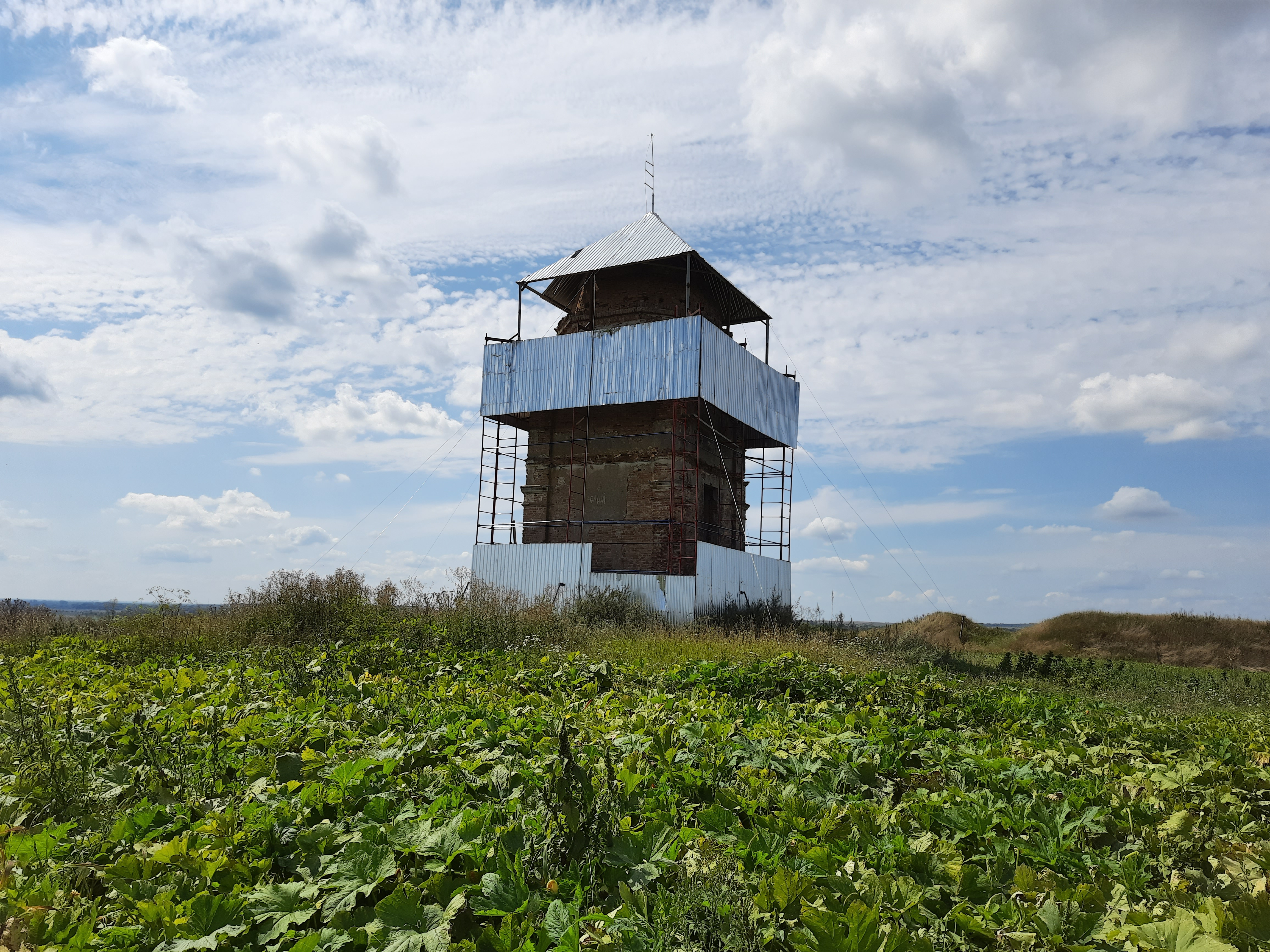
Аріанська вежа-каплиця

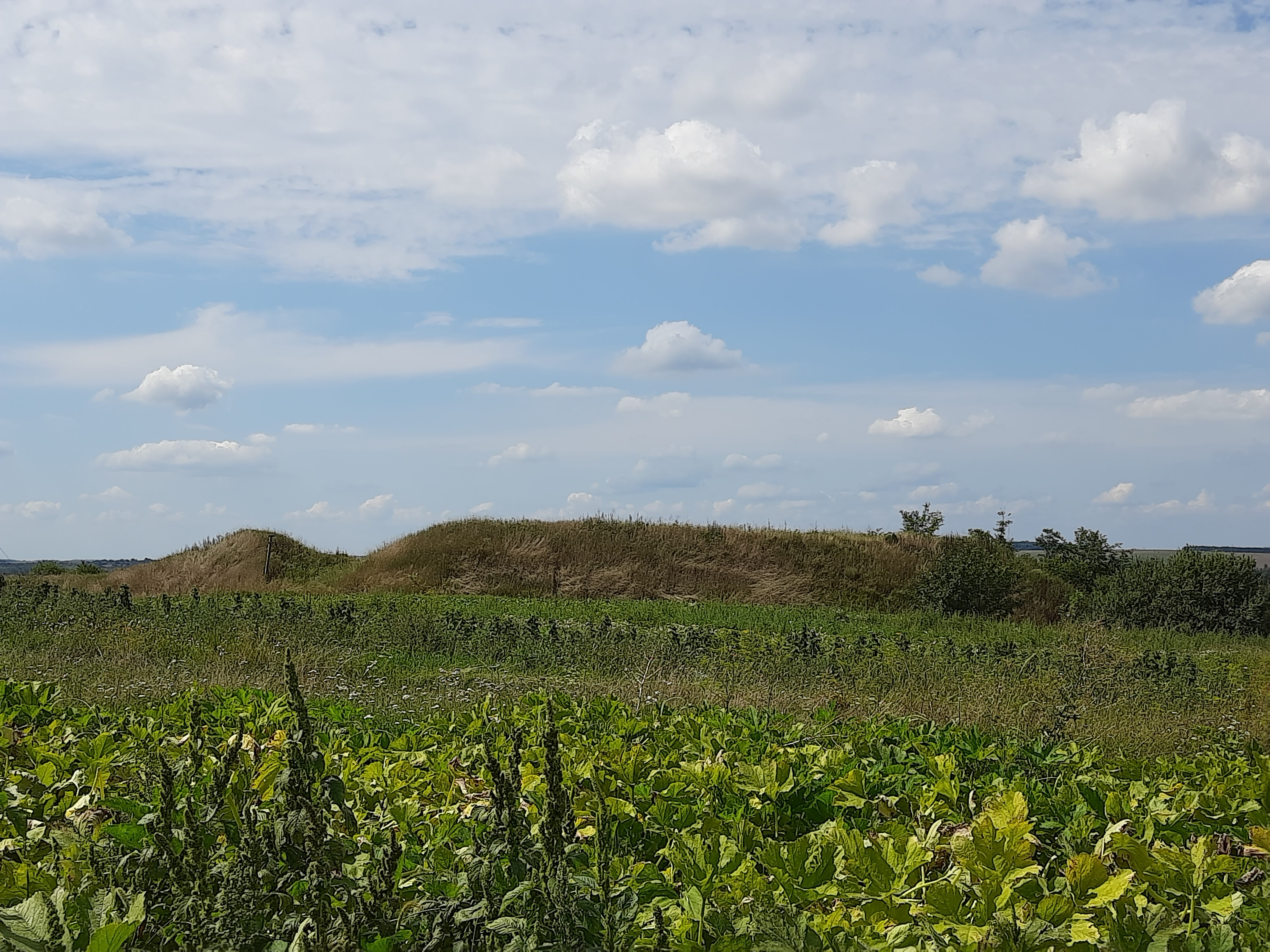
Городище літописного міста Тихомеля

Тихомель — село в Україні, у Ямпільській селищній громаді Шепетівського району Хмельницької області України. Історичний населений пункт України.

## Географічне розташування Тихомеля
Село розташоване на північному заході Хмельницької області, в західній частині Шепетівського району, на правому березі річки Горині.

## Населення
Населення села за переписом 2001 року становило 272 особи, в 2011 році — 255 осіб.

### Мова
Розподіл населення за рідною мовою за даними перепису 2001 року:
| Мова       | Кількість | Відсоток |
| ---------- | --------- | -------- |
| українська | 269       | 98.9%    |
| російська  | 3         | 1.1%     |
| Усього     | 272       | 100%     |

## Історія села Тихомеля

### Рання історія Тихомеля та навколишніх земель
Тихо́мель, Тихомль, рідше Тихомля, стародавнє українське село, велика історія якого сягає глибокої давнини. На землях, приналежних Тихомлю та сусіднім Лепесівці та Ямполю, досліджено археологочіні культури різних епох. В околицях цих населених пунктів досліджено поховання та кургани епохи бронзи, а 1967—1958 рр. біля сусідньої Лепесівки було проведено розкопки значного поселення носіїв черняхівської культури, де знайдено ритуальну вазу IV ст. із зображенням ранньослов'янського календаря.
З давніх часів на землях Тихомля, як і всієї сучасної Білогірщини, проживали слов'янські племена дулібів та їхні нащадки волиняни, які в процесі етноґенезу української (рутенської) етнічної нації стали безпосередніми предками сучасного українського населення Погориння та всієї Волині.
В VI—VII ст. дуліби були основою могутнього слов'янського державного об'єднання, в яке входили землі сучасного Тихомеля з Погоринням. Але внаслідок вторгнення дикої азійської орди — аварів, відомих із літопису як «обри», ця державна формація предків сучасних українців зазнала руйнації. Створивши свій каганат на Дунаї, авари продовжували тероризувати навколишнє європейське населення, зокрема дулібів. Як пише літописець Нестор, обри, підкорив слов'янські племена, стали творити різні насильства над слов'янами, а жінок дулібських запрягати у вози. І як пише Нестор, Бог знищив загарбників: «Не зосталося ні єдного обрина, і єсть притча на Русі до сего дня: погибоша, яко обри, їх же не єсть племені, ні наслідка». Аварський каганат припинив своє існування, коли зазнав нищівної поразки від короля франків Карла Великого. Це дало змогу дулібам відновити свою державність, яка згадується навіть в хроніках арабського історика і географа Аль-Масуді під назвою Валінана.
На початку Х ст. землі прямих нащадків дулібів — волинян, відомі пізніше як Русь Червенська, разом із Тихомелем увійшли до складу Русі Київської, де було створене Володимирське князівство.

### Середньовічний Тихомель— Данилів град
Стародавній Тихомель — літописне місто на Волині, тривалий час був предметом суперечок між Галицьким та Володимирським князівствами. Засноване можливо в Х ст., в період приєднання Волині до Русі Київської (981 р.). Вперше в літописах згадується в 1152 році як місто Волинського князівства під час війни київсько-волинського князя Ізяслава Пантелеймона Мстиславовича з галицьким князем Володимирком Володаровичем. Завдяки зусиллям Ізяслава Мстиславича, Волинь надовго стала вотчиною Ізяславичів. Проте якщо права Ізяславичів на Володимир та Луцьк заперечувати було важко, то за прикордонні з тодішньою Галичиною землі Південної Волині точилася запекла боротьба.
В середині ХІІ ст. на місто Тихомель з усією Погориною претендували Галицьке, Волинське, а також Київське князівства. Користуючись поразкою Ізяслава Мстиславича під Києвом, князь галицький Володимир Ярославич захоплює суміжні південні волості Волині, зокрема землі Верхньої Погорини, якою недовго володів. Ізяслав, повернувшись на київський престол, намагався повернути собі втрачене і вступив у союз з угорським королем Ґейзою ІІ та переміг галичан під Сяном у 1152 році. Попри нежорсткі умови Перемишльського перемир'я для Володимира, угода ним не була виконана. В 1152 році Володимир Ярославич помер, а його наступник Ярослав Володимирович визнає залежність від київського князя, проте волостей, які належали батькові, не віддає. Тому Ізяслав збирає військо, і як пише літописець, «бисть січа зла, і бишася от полудня до вечера». В цій битві Ізяслав Мстиславич перемагає Ярослава Володимировича і забирає у нього міста Погорини.
З 1157 року Погорина виокремлюється в окрему волость із центром у Тихомелі. Починаючи з 1199 року Тихомель став частиною з'єдиненого Галицько-Волинського князівства, яке очолював князь Роман ІІ Мстиславич. Проте недовге, шестилітнє (з 1199 по 1205 рр.) правління кн. Романа не дало змоги закріпити на політичній карті середньовічної Європи нову Русь Галицько-Волинську. Двоє неповнолітніх спадкоємців — Данило і Василько Романовичі, разом із матір'ю, не могли утримати в державі ситуацію, коли почалися боярські міжусобиці і тиск зовнішніх ворогів, що почали боротьбу за галицько-волинський престол.
З 1212 року Тихомель знаходиться у складі Володимирського (Волинського) князівства під князюванням Олександра Белзького, якому віддав це князівство польський король Лешек Білий. Це трапилося невдовзі після смерті Романа Мстиславовича, князя Галицько-Волинського. Щоб заволодіти Галичиною, спадкоємців галицького престолу Данила і Василька, синів Романа, разом із матір'ю, вислали на Волинь в 1214 році і дали їм волості Тихомель і Перемиль (Перемишель[джерело?]) на Волині. В цей час Тихомель стає резиденцією самого молодого князя Данила Романовича, після чого місто стало добре укріпленим із розвинутими торгівлею і ремеслами. Саме в Тихомлі проходять дитинство та отроцькі літа великого українського князя-державотворця, і пізніше першого короля в історії України.
Повернути Галичину Романовичам допоміг Новгородський князь Мстислав Удатний, що в 1218 році прибув у Київ і звернувся до князів руських із вимогою заступитися за галичан. Прогнавши угорського короля з Галича, Мстислав Удатний забрав собі Галицьке князівство, а Данилові та Василькові Романовичам віддав Володимирське князівство. Проте угорські та польські королі не перестають претендувати на руські землі, в першу чергу на Галичину. Внаслідок необдуманих дій Мстислава і його хвороби, угорці знову захоплюють галицький престол і в 1227 році Тихомель потрапив під владу угорського короля Андрія. Данило ж продовжував боротися за незалежність Галицького князівства. І лише після смерті угорського короля Данило Романович остаточно утвердився на галицькому престолі, віддавши Володимирське князівство своєму молодшому братові Васильку. 1233 року Данило запросив чергового Київського князя Ізяслава і половецького хана Котяна на допомогу в боротьбі з угорцями. Але, не зважаючи на клятви київського князя: «князь Ізяслав Мстиславович лесть (зраду) сотвори и …взяша Тихомль и возратишася». Це була остання згадка про Тихомель як значне місто Галицько-Волинської Русі. З цього часу воно починає втрачати свою значущість і занепадати, а внаслідок нашестя татар зруйноване місто з часом перетворилося на звичайне село.
Після коронації Данила Романовича в 1253 році в Дорогочині і отримання титулу короля Русі Тихомель став частиною Руського королівства, проте вже не мав важливого значення для королівства, як раніше. По занепаді в середині XIV ст. першого в історії українського королівства — Галицько-Волинського королівства, Тихомель, як і вся Волинь, ввійшов до складу Великого князівства Литовського і через деякий час став власністю роду Сенют.

### Тихомель в епоху литовського та польського панування
В 40-х роках XIV ст., після остаточного падіння татаро-монгольського іга на Русі, Тихомель ввійшов до складу Литовсько-Руської Держави. Це позначилося на поступовому відродженні міста, яке було у власності наближеного до дому князів Острозьких роду Кобаковичів-Сенют, які утримували 15 міст і 100 сіл. Після Люблінської унії в 1569 р. містечко входить під владу Польської корони Речі Посполитої і знаходиться у складі Кременецького повіту Волинського воєводства.
У XVI ст. Західну та Центральну Європу охопив реформаторський рух, який охопив також українські землі, що на той час входили до складу Речі Посполитої. Основними напрямками протестантизму на території Речі Посполитої були кальвінізм, лютеранство та антитринітарство (соцініанство). Антитринітарії відрізнялись значним відхиленням від догматів традиційного християнства, і основними такими відхиленнями були заперечення єдності Трійці та визнання людської природи Ісуса Христа. В народі їх прозвали «аріанами» по імені Александрійського священика Арія. З часом, під віяннями Реформації та Протестантизму, православний рід Кобаковичів-Сенют прийняв соцініанську єресь. Відроджене та розвинуте на хвилі Реформації аріанство знайшло чимало прихильників у Речі Посполитій, зокрема в середовищі шляхти. В Україні єресь значно поширилася на Волині, де були основні громади соцініанства — Ляхівці, Тихомель, Острог, Гоща, Шумськ та ін. Відомими українськими шляхетними родами, що підтримували соцініанство, були Чапличі, Гостські, Холоневські, Сенюти, Любенецькі, Негалевські та інші. Проте, соцініанство не стало масовою народною релігією, залишившись лише віросповіданням певного кола шляхти та міщан.
В 1535 році, 30 січня, брати Грицько та Роман Сенюти продали Тихомельське городище віленському єпископу князю Янушу — сину польського короля Сигізмунда І Старого та Катажини Тельнич з Сілезії. Новий власник Тихомля, на протилежному березі Горині, будує нове містечко, яке згодом отримало назву Янушполь (місто Януша), пізніше Янполь/Ямполь, а зараз Ямпіль, містечко-супутник Тихомля. Проте передчасна смерть Януша в 1538 році не дозволила йому розбудувати Янушполь із Тихомлем, а саме містечко з навколишніми землями перейшло до власності сестри Януша Беати Костелецької — майбутньої дружини Іллі Острозького і матері Гальшки Острозької, яка розбудувала містечко. У майбутньому Тихомель зі сусіднім Янушполем належатимуть князям Збаразьким.
2 червня 1616 року король, на прохання дідича Авраама Сенюти, видав привілей, за яким поселення отримувало магдебурзьке право, на 15 років звільнялось від податків.
З 1631 року містечко належало князям — Вишневецьким, пізніше — Яблоновським (зокрема, в маєтку у Тихомлі народився відомий меценат Юзеф Александр Яблоновський) з 1741 р. — Радзивіллам, з 1806 року — графам Ходкевичам. Також серед власників були Сапіги.
У 1731 році була відремонтована дерев'яна церква Введення, ікона Богородиці, яка там знаходилася, вважалася чудотворною.

### Тихомель в часи Російської імперії
Після Другого поділу Речі Посполитої Тихомель став селом Острозького повіту Волинської губернії у складі Російської імперії.
У другій половині ХІХ століття у селі побував художник Наполеон Орда, який зробив малюнок аріанської вежі. Малюнок зберігається у Національному музею у Кракові.
У 1871 році була побудована дерев'яна церква Воскресіння Христового. 
В кінці ХІХ століття село мало 42 будинки, мешканців - 834 православних i 71 католика.
На найвищій точці села — садиба з флігелем і садибними будівлями, навколо якої з півночі знаходився великий сад. 
Селяни займалися землеробством, розводили коней, велику рогату худобу та овець

### Сучасний Тихомель
В селі існує Введенська церква УПЦ (МП)
3 вересня 2009 року Городище літописного міста Тихомеля IХ—ХIII століття було внесено до переліку об’єктів культурної спадщини національного значення 

## Пам'ятки історії та культури Тихомеля

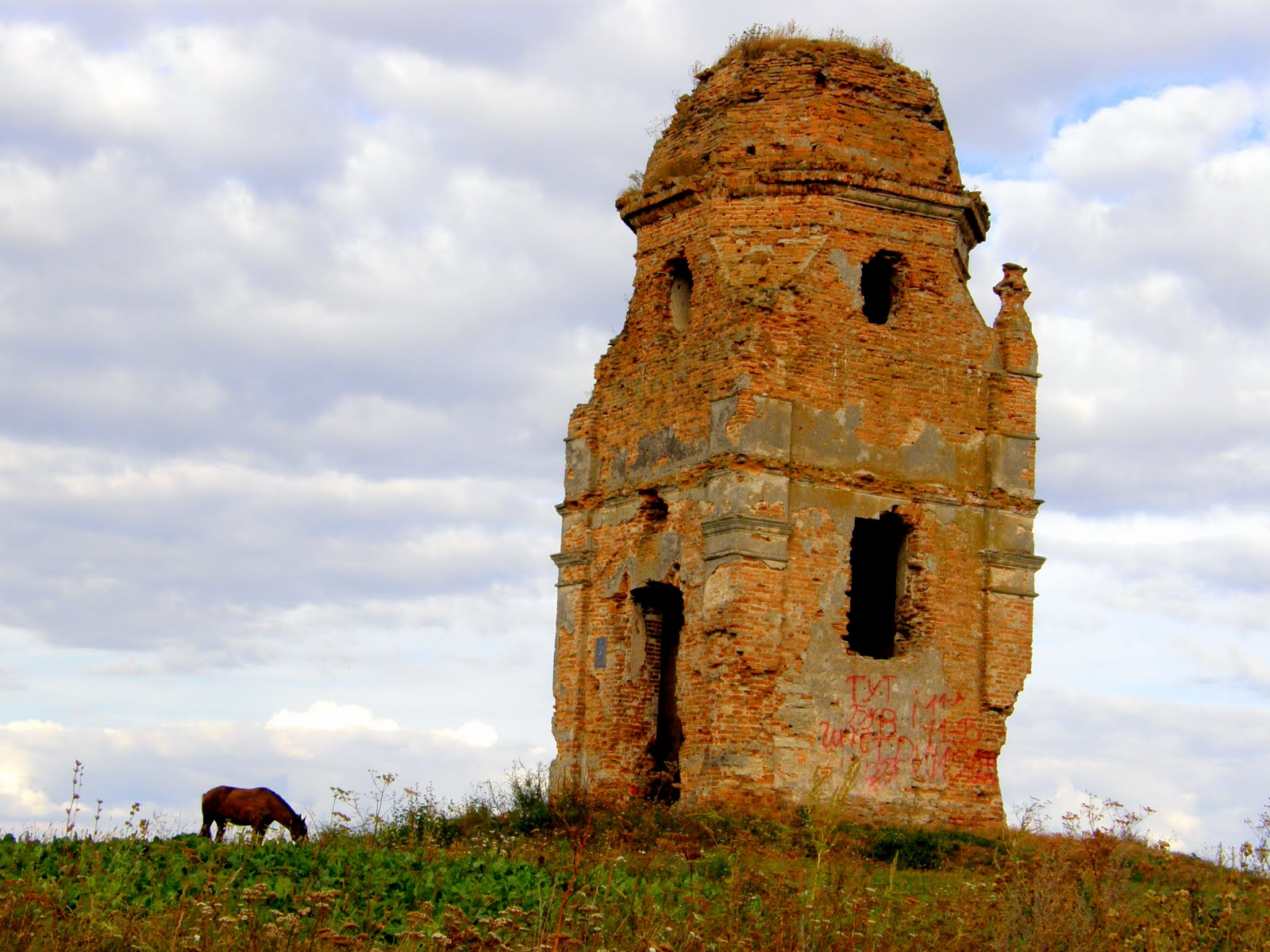
Аріанська вежа-каплиця

- Тихомельське городище — пам'ятка архітектури національного значення (IX—XIII ст.), охоронний номер 220002-Н
- Аріанська вежа-каплиця — XVI ст., охоронний номер 220020-Н